# Чемпионат Москвы по футболу 1925
Чемпионат Москвы по футболу 1925 стал ХХIV-м первенством столицы и пятым, проведенным Московским Советом Физической Культуры (МСФК).
В связи с занятостью лучших игроков в сборной СССР в 1925 году весеннее первенство было решено не проводить.
По этой же причине (участие практически всех футболистов в разнообразнейших сборных, игры которых совершенно «сломали» и без того напряженный календарь первенства — одна только сборная Москвы провела за год 31 матч, не считая времени на подготовку) осенний чемпионат не был закончен.

## Организация и проведение турнира
В первенстве 1925 года выступали 27 команд, разделенные на старшую и младшую группы (лиги).
В старшей группе участвовали 14 команд, разделенных на две подгруппы. На первом этапе предусматривался предварительный «двухкруговой» турнир, а на втором этапе должен был состояться финальный матч между победителями подгрупп, определяющий чемпиона Москвы, а также матч за третье место между командами, занявшими в подгруппах вторые позиции. 
Соревнования проводились в «клубном зачете»: равное значение с играми главной (первой) команды имели также игры «младших» команд (всего три команды), а также множество иных критериев, в числе которых тесты на общефизическое развитие футболистов, их дисциплинированность, постоянство состава в соревнованиях и пр.
Турнир стартовал 21 июня. С первых же туров календарь турнира выполнялся очень неаккуратно: множество игр различных сборных (как МСФК, так и профсоюзных), профсоюзные и ведомственные соревнования (приз открытия сезона, первенство общества «Динамо») постоянно отвлекали игроков. Когда же началось параллельное формирование сразу двух сборных команд Москвы для поездок во Францию и в Китай, первенство решили прекратить, о чём было официально объявлено 11 октября. К тому времени было сыграно 335 календарных матчей по всем группам и командам, в том числе 59 из 84 запланированных матчей первых команд старшей группы.

## Ход турнира (первые команды)

### Подгруппа «А»[8]
| № | Команды              | 1        | 2        | 3       | 4       | 5       | 6       | 7       | И  | В | Н | П | М       | О  |
| - | -------------------- | -------- | -------- | ------- | ------- | ------- | ------- | ------- | -- | - | - | - | ------- | -- |
| 1 | «Спартак»            |          | 1:1 1:10 | 1:0 0:4 | 1:0 1:1 | 5:1 3:0 | · 1:3   | 2:1 ·   | 10 | 5 | 2 | 3 | 16 — 21 | 22 |
| 2 | ОППВ                 | 10:1 1:1 |          |         | 3:4 ·   | 5:0 9:1 | 4:1 ·   | 7:1 ·   | 7  | 5 | 1 | 1 | 39 — 9  | 18 |
| 3 | МСФК                 | 4:0 0:1  |          |         | 4:2 3:0 |         | 4:2 ·   | 2:2 3:1 | 7  | 5 | 1 | 1 | 20 — 8  | 18 |
| 4 | КОР                  | 1:1 0:1  | · 4:3    | 0:3 2:4 |         | 0:0 1:2 | 2:1 3:1 | · 0:0   | 10 | 3 | 3 | 4 | 13 — 16 | 19 |
| 5 | «Красные Сокольники» | 0:3 1:5  | 1:9 0:5  |         | 2:1 0:0 |         | 2:1 1:4 |         | 8  | 2 | 1 | 5 | 7 — 28  | 13 |
| 6 | «Русскабель»         | 3:1 ·    | · 1:4    | · 2:4   | 1:3 1:2 | 4:1 1:2 |         | · 0:1   | 8  | 2 | 0 | 6 | 13 — 18 | 12 |
| 7 | Коломна              | · 1:2    | · 1:7    | 1:3 2:2 | 0:0 ·   |         | 1:0 ·   |         | 6  | 1 | 2 | 3 | 6 — 14  | 10 |

### Матчи
| 21 июн | «Спартак» | 3:0 | «Красные Сокольники» | СКС            |
|        |           |     |                      | Судья: Щелчков |

| 21 июн | МСФК | 3:1 | Коломна | Коломна           |
|        |      |     |         | Судья: А.Кузнецов |

Матч «Русскабель» - ОППВ перенесен в связи с армейскими соревнованиями
| 26 июн | МСФК                                           | 4:2 | КОР                              |               |
| | - А.Холин ~40′ - 2:2′ - 3:2′ - С.Троицкий 4:2′ |     | - ~12′ Чеснов - 1:2′ Б.Дементьев | Судья: Ашанин |
| МСФК: Н.Соколов - В.Лапшин, Рущинский - ..., Селин, Л.Сандлори - ..., Т.Григорьев, Решетов, С.Троицкий, А.Холин КОР: ... Сорокин, Б.Дементьев, Чеснов... |                                                |     |                                  |               |

| 28 июн | «Спартак» | 1:1 | ОППВ | поле «Спартак» (Измайловский зверинец) |

| 28 июн | Коломна | 1:0 | «Русскабель» | Коломна |

| 5 июл | МСФК | 4:2 | «Русскабель» |                 |
|       |      |     |              | Судья: Юзефович |

| 5 июл | КОР | 0:0 | «Красные Сокольники» |                  |
|       |     |     |                      | Судья: Л.Романов |

Матч Коломна - «Спартак» был анонсирован, но отчет о нем отсутствует
Матч «Красные Сокольники» - МСФК перенесен в связи с матчами сборной Москвы
Матч ОППВ - КОР перенесен в связи с матчами сборной Москвы
Матч «Русскабель» - «Спартак» не состоялся в связи со спортивным праздником металлистов
| 19 июл | «Спартак» | 1:0 | МСФК | им.Воровского |

| 19 июл | ОППВ | 5:0 | «Красные Сокольники» |  |

| 19 июл | Коломна | 0:0 | КОР |  |

| 29 июл              | ОППВ                    | 3:4 | КОР                                                           | ОППВ            |
|                     | - 1′ - 23′ - 2Т′ (пен.) |     | - 4'(пен.) Б.Дементьев - 1Т′ (пен.) - 40′ (авт.) - 2Т′ (пен.) | Судья: Поспехов |
| КОР: ...Б.Дементьев |                         |     |                                                               |                 |

Матч КОР - «Русскабель» был анонсирован, но сыгран в другой день
| 6 авг | ОППВ | 7:1 | Коломна |  |

| 6 авг | «Спартак» | 1:0 | КОР |  |

| 6 авг | «Красные Сокольники» | 2:1 | «Русскабель» |  |

| 9 авг | ОППВ | 4:1 | «Русскабель» |  |

| 9 авг | «Спартак» | 5:1 | «Красные Сокольники» |  |

| 9 авг | МСФК | 2:2 | Коломна | поле сельхозвыставки |

| 15 авг                            | ОППВ                                 | 10:1    | «Спартак» |                 |
|                                   | - 7′ - Гуров 27′ - П.Савостьянов 53′ | (отчёт) | 25'(пен.) | Судья: Поспехов |
| ОППВ: ... Гуров, П.Савостьянов... |                                      |         |           |                 |

Матч «Русскабель» - Коломна был анонсирован, но отчет о нем отсутствует
| 23 авг | «Красные Сокольники» | 2:1 | КОР |  |

| 23 авг | «Спартак» | 2:1 | Коломна |  |

Матч МСФК - «Русскабель» был перенесен
Матч «Красные Сокольники» - МСФК был анонсирован, но отчет о нем отсутствует
Матч ОППВ - КОР был анонсирован, но отчет о нем отсутствует
Матч «Русскабель» - «Спартак» был анонсирован, но отчет о нем отсутствует
Матч ОППВ - «Русскабель» был анонсирован, но отчет о нем отсутствует
| 13 сен | МСФК                                                         | 4:0 | «Спартак» |                |
| | - Гольдин 16′ - Т.Григорьев 36′ - Решетов 3:0′ - А.Холин 44′ |     |           | Судья: П.Бозов |
| МСФК: Н.Соколов - В.Лапшин, В.Кузнецов - С.Троицкий, Селин, Л.Сандлори - Гольдин, Т.Григорьев, Решетов, К.Холин, А.Холин |                                                              |     |           |                |

| 13 сен | КОР | 2:1 | «Русскабель» |  |

| 20 сен | КОР | 3:1 | «Русскабель» |  |

| 26 сен | «Русскабель» | 4:1 | «Красные Сокольники» |  |

| 26 сен | КОР | 1:1 | «Спартак» |  |

| 4 окт | МСФК                                             | 3:0 | КОР |                |
| | - Т.Григорьев 20′ - Решетов 32′ - Л.Сандлори 75′ |     |     | Судья: П.Бозов |
| МСФК: ... - Рущинский, В.Кузнецов - ... Селин, Л.Сандлори - ... Т.Григорьев, Решетов, ... КОР: Петриченко - |                                                  |     |     |                |

| 4 окт | ОППВ | 9:1 | «Красные Сокольники» |  |

| 4 окт | «Русскабель» | 3:1 | «Спартак» |  |

### Подгруппа «Б»
| № | Команды                | 1       | 2        | 3       | 4       | 5       | 6       | 7        | И  | В | Н | П | М       | О  |
| - | ---------------------- | ------- | -------- | ------- | ------- | ------- | ------- | -------- | -- | - | - | - | ------- | -- |
| 1 | «Красная Пресня»       |         | 4:0 ·    | 4:1 7:1 | 4:1 4:3 | 4:1 0:2 | 1:0 ·   | 10:0 ·   | 9  | 8 | 0 | 1 | 38 — 9  | 25 |
| 2 | «Динамо»               | · 0:4   |          | 2:0 2:3 | 6:1 1:2 | 3:0 ·   | 3:2 1:3 | 11:0 2:1 | 10 | 6 | 0 | 4 | 31 — 16 | 22 |
| 3 | «Пролетарская кузница» | 1:7 1:4 | 3:2 0:2  |         | 1:0 3:2 | 3:0 ·   | 1:1 ·   | · 1:1    | 9  | 4 | 2 | 3 | 14 — 19 | 19 |
| 4 | «Красное Орехово»      | 3:4 1:4 | 2:1 1:6  | 2:3 0:1 |         | 8:0 ·   | 5:1 ·   | · 1:1    | 9  | 3 | 1 | 5 | 23 — 21 | 16 |
| 5 | РКимА                  | 2:0 1:4 | · 0:3    | · 0:3   | · 0:8   |         | 1:0 0:5 | 4:1 0:0  | 9  | 3 | 1 | 5 | 8 — 24  | 16 |
| 6 | «Сахарники»            | · 0:1   | 3:1 2:3  | · 1:1   | · 1:5   | 5:0 0:1 |         | · 2:1    | 8  | 3 | 1 | 4 | 14 — 13 | 15 |
| 7 | «Красное Перово»       | 0:10    | 1:2 0:11 | 1:1 ·   | 1:1 ·   | 0:0 1:4 | 1:2 ·   |          | 8  | 0 | 3 | 5 | 5 — 31  | 10 |

### Матчи
| 21 июн | «Динамо»                                                                                  | 11:0    | «Красное Перово» | «Динамо»                          |
| | - Иванов 8′ 16′ 30′ 55′ - Маслов 12′ 23′ 49′ 61′ - Житарев 66′ - Борисов 68′ - Мидлер 73′ | (отчёт) |                  | Зрителей: 3 000 Судья: В.Рябоконь |
| Динамо: Чулков - Лёнчиков, Игнатов - Лебедев, И.Артемьев , Николаенко - Борисов, Иванов, Маслов, Житарев, Мидлер |                                                                                           |         |                  |                                   |

| 21 июн                     | РКимА | 2:0     | «Красная Пресня» | «Красная Пресня» |
|                            |       | (отчёт) |                  | Судья: Н.Кауров  |
| Красная Пресня: Баклашев - |       |         |                  |                  |

| 21 июн | «Пролетарская кузница» | 3:2 | «Красное Орехово» | Орехово-Зуево |

| 28 июн | «Динамо»                  | 2:0     | «Пролетарская кузница» | «Динамо»        |
| | - Маслов 60′ - Иванов 73′ | (отчёт) |                        | Зрителей: 3 000 |
| Динамо: Чулков - Лёнчиков, Игнатов - Лебедев, И.Артемьев , Николаенко - Борисов, Иванов, Маслов, Житарев, Мидлер «Пролетарская кузница»: Курский - Пампелин, Поляков - И.Иванов, М.Путистин, Канаев - Н.Путистин, Плотников, Вавилов, Н.Васильев, Грязнов |                           |         |                        |                 |

| 28 июн | РКимА | 1:0 | «Сахарники» |  |

| 28 июн | «Красное Перово» | 1:1 | «Красное Орехово» | Перово |

| 5 июл | «Красная Пресня»                                           | 4:0     | «Динамо» | «Красная Пресня»                  |
| | - Исаков 28′ - П.Канунников 51′ 60′ - К.Блинков 73′ (пен.) | (отчёт) |          | Зрителей: 5 000 Судья: В.Рябоконь |
| Красная Пресня: Баклашев - Ал.Старостин, Попов - Квашнин, К.Блинков, И.Хайдин - Н.Старостин, П.Артемьев, Исаков, П.Канунников , Леута Динамо: Чулков - Лёнчиков, Игнатов - Лебедев, И.Артемьев , Николаенко - Борисов, Иванов, Маслов, Житарев, Мидлер |                                                            |         |          |                                   |

| 5 июл | «Сахарники» | 2:1 | «Красное Перово» | Перово          |
|       |             |     |                  | Судья: Дулькейт |

| 5 июл | «Красное Орехово» | 8:0 | РКимА | Орехово-Зуево |
|       |                   |     |       | Судья: Бозов  |

| 12 июл | РКимА | 4:1 | «Красное Перово» |  |

| 12 июл | «Пролетарская кузница» | 1:1 | «Сахарники» |  |

| 19 июл | «Динамо»                      | 3:0     | РКимА | «РКимА»         |
| | - Иванов 19′ 64′ - Маслов 55′ | (отчёт) |       | Зрителей: 3 000 |
| Динамо: Чулков - Лёнчиков, Игнатов - Лебедев, И.Артемьев , Николаенко - Борисов, Иванов, Маслов, Медведев, Титов РКимА: Каменский - С.С.Иванов, Григорьев - Пучков, Фролов, Голубчиков - Грязнов, Васильев, Цыплёнков , Никифоров, И.Иванов |                               |         |       |                 |

Матч «Красное Перово» - «Пролетарская кузница» был анонсирован, но отчет о нем отсутствует
| 30 июл                                             | «Красная Пресня»                                             | 4:1     | «Красное Орехово» | «Красная Пресня» |
|                                                    | - Леута 15′ - Н.Старостин 43′ - П.Артемьев 60′ - ~85′ (авт.) | (отчёт) | - 56′ (пен.)      | Судья: Н.Кауров  |
| Красная Пресня: ... Леута, Н.Старостин, П.Артемьев |                                                              |         |                   |                  |

| 2 авг | «Красное Орехово» | 5:1 | «Сахарники» | Орехово-Зуево |

| 2 авг | «Красное Перово» | 1:1 | «Красная Пресня» | Перово |

| 6 авг | «Красная Пресня» | 4:1 | «Пролетарская кузница» |  |

| 6 авг | «Динамо»                                | 3:2     | «Сахарники»                    | «Динамо»                         |
| | - Маслов 19′ - Иванов 30′ - Борисов 72′ | (отчёт) | - 38′ Михайлов - 51′ Лепорский | Зрителей: 3 000 Судья: Л.Романов |
| Динамо: Чулков - Лёнчиков, Игнатов - Лебедев, И.Артемьев , Николаенко - Борисов, Иванов, Маслов, Медведев, Титов «Сахарники»: Сахаров - С.М.Иванов, Лебедев - Канаев, Лепорский , Б.Аркадьев - Вит.Аркадьев, Михайлов, Рязанцев, Бобров, Мешков |                                         |         |                                |                                  |

| 9 авг | «Динамо»                  | 2:1     | «Красное Перово» | «Красное Перово» |
| | - Иванов 28′ - Маслов 66′ | (отчёт) | - 60′ Епишин     | Зрителей: 2 000  |
| Динамо: Чулков - Лёнчиков, Игнатов - Лебедев, И.Артемьев , Николаенко - Борисов, Иванов, Маслов, Васильев, Мидлер |                           |         |                  |                  |

| 9 авг | «Пролетарская кузница» | 1:0 | «Красное Орехово» |  |

| 9 авг                         | «Красная Пресня» | 4:1 | РКимА | «РКимА» |
| Красная Пресня: ... Прокофьев |                  |     |       |         |

| 15 авг | «Пролетарская кузница»             | 3:2     | «Динамо»                             | «Пролетарская Кузница» |
| | - Вавилов 30′ 65′ - Н.Васильев 78′ | (отчёт) | - 18′ Иванов - 81′ (пен.) И.Артемьев | Зрителей: 3 000        |
| «Пролетарская кузница»: Курский - Поляков, М.Путистин - И.Иванов, Н.Путистин, Канаев - Плотников, Вавилов, Витгарт, Н.Васильев, Грязнов Динамо: Чулков - Лёнчиков, Игнатов - Лебедев, И.Артемьев , Николаенко - Борисов, Иванов, Маслов, Васильев, Мидлер |                                    |         |                                      |                        |

| 15 авг | «Красная Пресня» | 4:3 | «Красное Орехово» | Орехово-Зуево |

Матч «Сахарники» - «Красное Перово» был анонсирован, но отчет о нем отсутствует
Матч «Красная Пресня» - «Динамо» был перенесен
Матч «Сахарники» - «Пролетарская кузница» был анонсирован, но отчет о нем отсутствует
| 5 сен | «Красная Пресня» | 1:0 | «Сахарники» | «Красная Пресня» |

| 13 сен | «Красная Пресня» | 10:0 | «Красное Перово» | «Красная Пресня» |

| 13 сен | «Сахарники»                         | 3:1     | «Динамо»     | «Металлистов»                    |
| | - М.Денисов 12′ 38′ - Парамонов 72′ | (отчёт) | - 54′ Иванов | Зрителей: 3 000 Судья: Л.Романов |
| «Сахарники»: Сахаров - С.М.Иванов, Лебедев - Канаев, Лепорский , Б.Аркадьев - Михайлов, Панов, Парамонов, М.Денисов, Мешков Динамо: Чулков - Лёнчиков, Игнатов - Лебедев, И.Артемьев , Николаенко - Борисов, Иванов, Маслов, Медведев, Титов |                                     |         |              |                                  |

| 15 авг | «Пролетарская кузница» | 3:0 | РКимА |  |

| 20 сен | «Красное Перово» | 1:1 | «Пролетарская кузница» |  |

| 26 сен | «Красное Орехово»                         | 2:1     | «Динамо»     | «Красное Орехово»                          |
| | - Шапошников 37′ - Вяч.Андреев 65′ (пен.) | (отчёт) | - 32′ Иванов | Зрителей: 5 000 Судья: Г.Добрынин-Дулькейт |
| Красное Орехово: И.Рыжов - Вяч.Андреев , Маныкин - Н.Денисов, Кротов, Жаворонков - Перницкий, Калмыков, Мурашев, А.Рыжов, Шапошников Динамо: Чулков - Лёнчиков, Игнатов - Краснов, И.Артемьев , Николаенко - Титов, Иванов, Маслов, Васильев, Медведев |                                           |         |              |                                            |

| 20 сен | «Красное Перово» | 0:0 | РКимА |  |

| 4 окт | «Динамо»                                                     | 6:1     | «Красное Орехово» | «Динамо»                          |
| | - Маслов 13′ 55′ - Иванов 28′ 63′ - Титов 69′ - Медведев 73′ | (отчёт) | - 59′ Калмыков    | Зрителей: 4 000 Судья: В.Рябоконь |
| Динамо: Чулков - Соколов, Игнатов - Лёнчиков, И.Артемьев , Краснов - Титов, Иванов, Маслов, Медведев, Мидлер Красное Орехово: И.Рыжов - Вяч.Андреев , Маныкин - Н.Денисов, Н.Смирнов, Жаворонков - Перницкий, Калмыков, Борисов, Рыжов II, Шапошников |                                                              |         |                   |                                   |

| 4 окт | «Красная Пресня» | 7:1 | «Пролетарская кузница» |  |

| 4 окт | «Сахарники» | 5:0 | РКимА |  |

### Некоторые товарищеские матчи
Так и не сыграв между собой в первенстве, ОППВ и МСФК провели три товарищеские игры: 4:3 (матч на приз открытия сезона), 10:1 и 1:1. До начала и после остановки первенства «Красная Пресня» обыграла «Сахарников» 2:0 (в матче на приз открытия сезона), «Динамо» — 3:2 и 3:2, а также сыграла с ОППВ 2:2 и 4:0 и МСФК 2:2 и 1:1. «Динамо» и ОППВ весной сыграли вничью — 1:1.